# Marsas (Alti Pirenei)
Marsas è un comune francese di 66 abitanti situato nel dipartimento degli Alti Pirenei nella regione dell'Occitania.

## Società

### Evoluzione demografica
Abitanti censiti